# 한미르
한미르(Hanmir)는 KTH에서 운영한 포털 사이트이다. 1999년 9월 8일, KT114 서비스와 인터넷 검색 엔진인 정보탐정을 통합하여 개장하였다. 이후 하이텔과 통합하여, 포털 사이트 파란으로 새로 개장하였으며, 2012년 8월, 다음에 통폐합되었다.

## 특징
- "대한민국의 인터넷 정거장"이라는 운영 목표가 있었다.
- 검색시 영문 대/소문자 구별, 인접 연산자를 이용한 재검색 기능, 키워드형 검색 엔진으로 12개의 분류 목록, 16종 9,000개 주제어 검색 기능을 갖추었다.
- 일본어 웹사이트 번역, 무료 일본 웹 여행 서비스도 함께 서비스 하였다.
- 이미지, 웹페이지, 전화번호 등의 일괄 검색 서비스가 있었다.
- 동영상, 이미지 등 멀티미디어 검색 서비스가 있었다.
- 9개 신문사의 신문기사 목록 서비스가 있었다.